# Axelella
Axelella is een geslacht van weekdieren uit de klasse van de Gastropoda (slakken).

## Soorten
- Axelella campbelli (Shasky, 1961)
- Axelella funiculata (Hinds, 1843)
- Axelella scalatella (Guppy, 1873)
- Axelella smithii (Dall, 1888)